# Giorgione Calcio 1999-2000
Questa voce raccoglie le informazioni riguardanti il Giorgione Calcio nelle competizioni ufficiali della stagione 1999-2000.

## Rosa
| N. |                   | Ruolo | Calciatore            |
| -- | ----------------- | ----- | --------------------- |
|    | Italia (bandiera) | A     | Antonio Barbera       |
|    | Italia (bandiera) | A     | Lorenzo Bedin         |
|    | Italia (bandiera) | C     | Matteo Bellucci       |
|    | Italia (bandiera) | P     | Doomenico Bertoncello |
|    | Italia (bandiera) | C     | Andrea Coletto        |
|    | Italia (bandiera) | C     | Paolo Coppola         |
|    | Italia (bandiera) | C     | Manuel Cristofari     |
|    | Italia (bandiera) | D     | Andrea Cursio         |
|    | Italia (bandiera) | C     | Angelo Davanzo        |
|    | Italia (bandiera) | P     | Leonardo Della Torre  |
|    | Italia (bandiera) | D     | Mauro Di Lello        |
|    | Italia (bandiera) | D     | Manuel Favaro         |
|    | Italia (bandiera) | D     | Cristian Galliano     |
|    | Italia (bandiera) | A     | Loris Guerra          |
|    | Italia (bandiera) | C     | Francesco Madonna     |
|    | Italia (bandiera) | C     | Leonardo Malaguti     |

| N. |                   | Ruolo | Calciatore          |
| -- | ----------------- | ----- | ------------------- |
|    | Italia (bandiera) | P     | Omar Melizza        |
|    | Italia (bandiera) | D     | Paolo Mestre        |
|    | Italia (bandiera) | D     | Elio Migliaccio     |
|    | Italia (bandiera) | A     | Claudio Milanese    |
|    | Italia (bandiera) | C     | Diego Napoleoni     |
|    | Italia (bandiera) | A     | Gianfranco Nardi    |
|    | Italia (bandiera) | A     | Angelo Oliva        |
|    | Italia (bandiera) | D     | Andrea Persia       |
|    | Italia (bandiera) | D     | Gabriele Rodighiero |
|    | Italia (bandiera) | A     | Francesco Sanetti   |
|    | Italia (bandiera) | D     | Simone Santin       |
|    | Italia (bandiera) | C     | Antonio Tessariol   |
|    | Italia (bandiera) | C     | Zaccaria Tommasi    |
|    | Italia (bandiera) | A     | Massimo Vicentini   |
|    | Italia (bandiera) | D     | Andrea Vincenzi     |
|    | Italia (bandiera) | P     | Alessandro Zandonà  |